# Tibang (Syiah Kuala)
Tibang is een bestuurslaag in het regentschap Banda Aceh van de provincie Atjeh, Indonesië. Tibang telt 1331 inwoners (volkstelling 2010).